# Kuka sen opettaa
Kuka sen opettaa è un album di studio della cantante pop finlandese Kaija Koo, pubblicato l'11 aprile 2014 dalla Warner Music Finland.
L'album è entrato nella classifica degli album più venduti raggiungendo la prima posizione e nello stesso anno divenne disco d'oro per aver venduto oltre 15.000 copie dell'album

## Tracce
1. Supernaiset – 3:58 (Arto Tuunela, Iisa Pykäri)
2. Ajoin koko yön – 3:40 (Arto Tuunela, Iisa Pykäri)
3. Kuka sen opettaa – 4:19 (Jonnaemilia Kärkkäinen, Mikko Tamminen, Paula Vesala)
4. Silmät kiinni – 3:43 (Arto Tuunela, Iisa Pykäri)
5. Muuttunut mies, muuttunut nainen – 3:48 (Timo Kiiskinen)
6. Surulapsi – 3:38 (Patric Sarin, Paula Vesala)
7. Sydän vähän kallellaan – 3:34 (Matti Mikkola, Eppu Kosonen, Paula Vesala)
8. Vihalla raivolla lämmöllä kaiholla – 3:51 (Aku Rannila, Samu Haber, Saara Törmä, Kaija Koo)
9. En pelkää pimeää – 4:30 (Matti Mikkola, DJPP, Olavi Uusivirta)
10. Kaksi lastua vain – 3:15 (Markku Impiö)

## Classifiche
| Classifiche | Massima posizione |
| ----------- | ----------------- |
| Finlandia   | 1                 |